# Рагби клуб Ватерло
Рагби клуб Ватерло је рагби јунион (рагби 15) клуб из Ватерла. Такмичи се у белгијској елитној лиги, најјачем рангу рагби 15 такмичења у Белгији и један је од најтрофејнијих белгијских рагби клубова.

## Успеси
Првенство Белгије у рагбију - 16
1963, 1965, 1968, 1969, 1978, 1979, 1980, 1984, 1986, 1987, 1988, 1989, 1994, 1998, 2013, 2014
Куп Белгије у рагбију - 13
1968, 1979, 1984, 1985, 1986, 1987, 1988, 1991, 1992, 1994, 2001, 2009, 2015
Супер куп Белгије у рагбију - 2
2009, 2014